# José Mariano Calderón

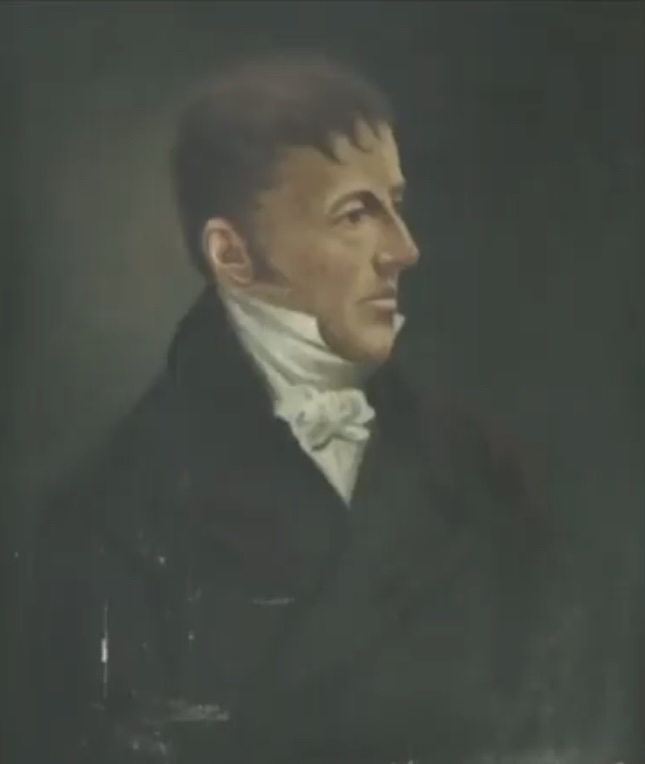
Prócer de la independencia de El Salvador, fue uno de los firmantes del Acta de Independencia de América Central José Mariano Calderón.

José Mariano Calderón y San Martín (San Vicente entre 1778 y 1783 - Santiago Texacuangos 9 de abril de 1826) prócer de la independencia de El Salvador, fue uno de los firmantes del Acta de Independencia de América Central y fue el presidente de la Asamblea Constituyente que redactó la Constitución del Estado de El Salvador (primera carta magna del país).

## Biografía
José Mariano Calderón nació en la ciudad de San Vicente del departamento homónimo que formaba parte de la Intendencia de San Salvador (gran parte de lo que ahora es El Salvador).
Fue hijo de Mariano Antonio Calderón de la Barca y Teodora de San Martín, realizó sus estudios de primaria y secundaria en lo que hoy es El Salvador y Guatemala. Al graduarse ingreso al Seminario Tridentino, siendo ordenado como sacerdote el 9 de octubre de 1803.
Fue coadjutor del párroco de Metapán, para luego ser Sacerdote beneficiado en Zacatecoluca desde junio de 1810. Predicó a sus feligreses las ideas de libertad e independencia desde el Movimiento Independentista de 1811.
Posteriormente fue nombrado sacerdote de Santiago Texacuangos el 13 de julio de 1820 (en donde laboró hasta el día de su muerte, a excepción de algunas interrupciones). En 1821 fue elegido en Chiquimula como parte de la Diputación provincial de Guatemala, y suscribió con su firma el Acta de Independencia de Centroamérica. Luego se convirtió en integrante de la Junta Consulta que gobernó a Centroamérica desde la independencia, siendo uno de los firmantes de la anexión al Primer Imperio Mexicano de Agustín de Iturbide.
Volvió a la parroquia de Santiago Texacuangos, donde dio asilo a los refugiados y perseguidos por el general mexicano Vicente Filísola durante la invasión de México a la Provincia de San Salvador, por esto mismo la localidad de Santiago Texacuangos fue atacada pero el ataque fue repelido con el apoyo de las fuerzas de Arce que se refugiaron en Chinameca. Más adelante, fue diputado por Chalatenango ante la Asamblea Nacional de Guatemala en donde firmó el Acta de la Independencia de Centroamérica respecto a México.
Desde el 14 de marzo al 17 de abril de 1824 fue presidente provisional de la Asamblea Constituyente del Estado de El Salvador que redactó la primera constitución de El Salvador. Tiempo después se volvió a ocupar de la parroquia de Santiago Texacuangos, donde murió el 9 de abril de 1826.